# Исландская женская хоккейная лига
Исландская женская хоккейная лига (исл. Islandsmotid i ishokki kvenna) — национальное соревнование среди женщин по хоккею с шайбой в Исландии. Лига была образована в 1999 году. Игры обычно проходят с сентября/октября по март/апрель.

## Клубы
Женские секции соответствующих мужских хоккейных клубов
- «Бьёрнин» (Рейкьявик)
- «Валькириюр» (Акюрейри)
- «Иньюр»
- «Рейкьявик» (SR)

## Победители турнира
| Сезон | Чемпион                 |
| ----- | ----------------------- |
| 2000  | «Бьёрнин»               |
| 2001  | «Акюрейри»              |
| 2002  | «Акюрейри»              |
| 2003  | «Акюрейри»              |
| 2004  | «Акюрейри»              |
| 2005  | «Акюрейри»              |
| 2006  | «Бьёрнин»               |
| 2007  | «Акюрейри»              |
| 2008  | «Акюрейри»              |
| 2009  | «Акюрейри»              |
| 2010  | «Акюрейри»              |
| 2011  | «Валькириюр» (Акюрейри) |
| 2012  |                         |
| 2013  |                         |
| 2014  |                         |
| 2015  |                         |

### Титулы
| № | Клуб         | Победы |
| - | ------------ | ------ |
| 1 | «Валькириюр» | 10     |
| 2 | «Бьёрнин»    | 2      |